# Meta (rastlina)
Meta (znanstveno ime Mentha) (iz grščine míntha, Linear B mi-ta) je rod cvetočih rastlin v družini ustnatic (Lamiaceae).

## Vrste
Latinsko ime mentha nosi mnogo različnih vrst rastlin. Med več kot 600 različnimi vrstami, katerih število se z novimi hibridi še povečuje je različne vrste lažje izbirati po vonju kot po imenu. Nekaj izmed teh:
- Maroška klasasta meta (M.spicata)
- Korziška meta (M.requienii) ima tanke svetlozelene liste z miniaturnimi cvetovi ter vonj poprove mete.
- Jabolčna meta (M.suaveolens) - po jabolkih dišeča meta s svetlozelenimi, z dlačicami pokritimi listi.
- Oblolistna meta (M. villosa) ima velike, okrogle ter z dlačicami pokrite liste, ki dišijo podobno kot listi jabolčne mete.
- Plazeča meta (M.pillegium) - ta vrsta ima slabotno steblo, kjerkoli se dotakne zemlje, razraste svoje korenine. Diši podobno kot poprova meta.
- Kodrasta meta (M.spicata) nosi nagubane liste zamolklo zelene barve z vonjem po jabolkih.
- Poprova meta (Mentha × piperita)

## Rastišča
Mete so večinoma rastline ki uspevajo na večini tal, predvsem po bolj vlažnih krajih.

## Zgodovina
V grški mitologiji je bila Mentha nimfa, katero je njen ljubimec, bog Had spremenil v dišečo rastlino, potem ko ju je izsledila njegova ljubosumna žena. 
Izjemno cenjena je bila ta rastlina na zahodu - to navajajo tudi biblijski spisi, ki omenjajo, da so farizeji pobirali desetino od mete, kopra ter kumine. Hebrejci so meto posipali po tleh sinagog, ta običaj pa se je pozneje nato prenesel še v italijanske cerkve kjer so jo imenovali Erba Santa Maria
Rimski pesnik Ovid jo v svojih Metamorfozah omenja kot simbol gostoljubnosti; Lika v tej knjigi, Filemon in Baucis sta z meto zdrgnila mizo, preden sta posedla svoje goste. Rimljani so z meto drugače dišavili vina ter omake, Rimljanke pa so jo uporabile kot zvijačo - žvečile so stebla te rastline, skupaj z medom, da bi prikrile vonj po vinu.
Na Japonskem je metin poživljajoči vonj že od nekdaj zelo visoko cenjen, Japonke pa so poleg tega nosile metine kroglice kot zaščito pred boleznimi.
Meta v naših krajih ni povsem avtohtona rastlina. V Evropo je bilo prinešenih v 9.stoletju veliko vrst met, ki so se ohranile do današnjih časov.